# Stemloze retroflexe fricatief
De stemloze retroflexe fricatief is een medeklinker die in het Internationaal Fonetisch Alfabet aangeduid wordt met [ʂ], en in X-SAMPA met s`. 

## Kenmerken
- De manier van articulatie is sibilant-fricatief (sisklank), wat wil zeggen dat de klank geproduceerd wordt door lucht door een groef in de tong te blazen op het articulatiepunt, en de lucht vervolgens over de scherpe kant van de tanden te blazen waardoor turbulentie ontstaat.
- Het articulatiepunt is retroflex, wat officieel inhoudt dat de klank wordt gevormd door de tong op te krullen, maar in praktijk inhoudt dat het een postalveolaar is zonder palatalisatie.
- Het type articulatie is stemloos, wat wil zeggen dat de stembanden niet meetrillen bij het articuleren van de klank.
- Het is een orale medeklinker, wat wil zeggen dat de lucht door de mond naar buiten stroomt.
- Het is een centrale medeklinker, wat wil zeggen dat de lucht over het midden van de tong stroomt, in plaats van langs de zijkanten.
- Het luchtstroommechanisme is pulmonisch-egressief, wat wil zeggen dat lucht uit de longen gestuwd wordt, in plaats van uit de glottis of de mond.

Deze pagina bevat fonetische informatie in het IPA, die in sommige browsers mogelijk niet correct wordt weergegeven.
Waar symbolen in paren voorkomen, vertegenwoordigt het rechter teken een stemhebbende medeklinker. Gearceerde gebieden bevatten medeklinkers die worden beschouwd als onuitspreekbaar.
Zie ook: IPA, Klinkers